# Ján Kulich
Ján Kulich (31. prosince 1930, Zvolenská Slatina, Československo – 15. března 2015) byl slovenský sochař, medailér a vysokoškolský pedagog.

## Život
Jde o představitele realisticko-formalistické linie ve slovenském sochařství. Ve své počáteční tvorbě čerpal hlavně z lidových motivů. Jde o laureáta státní ceny Klementa Gottwalda, národního umělce, o jednoho z nejvýraznějších československých normalizátorů slovenské kultury a uměleckého školství, který byl členem oddělení kultury ÚV KSS, rektorem VŠVU v letech 1973-1989. Jako významný funkcionář byl úzce spojen s procesem normalizace v ČSSR po roce 1968.
Ke konci života se věnoval hlavně náboženským a křesťanským motivům.
V sousedství evangelické fary ve svém rodišti Zvolenské Slatině odkoupil dům, kde soustředil část svých děl.

## Dílo
Autor soch, plastik a sousoší.
- Pamätník duklianskych hrdinov v Dukelském průsmyku (1964)
- spoluúčast na vytvoření bratislavského Slavína (1959)
- pomník kpt. Jána Nálepky ve Stupavě (1973)
- památník Slovenského národního povstání v Partizánském (1969)
- Milicionár v Račianském mýtě v Bratislavě
- Jánošík (ze svářeného kovu, postavu spodobňující Juraje Jánošíka) v Terchové
- Pamätník SNP na Nám. SNP v Bratislavě
- Památník V. I. Lenina v Žilině
- Vítanie (zobrazuje Bratislavu těšící se z rozrůstající se Petržalky, původně projektovaná na Most hrdinů Dukly, v 90. letech umístěná před budovou Národní rady Slovenské republiky stojíc k Petržalce zády)
- ve Svidníku 4,2 m vysoká bronzová socha armádního generála Ludvíka Svobody (1989)[3]
- v Martině ze svářeného kovu dílo nazvané Matica Slovenská a dalších sochařských prací.
- V roce 2010 byla odhalena jeho socha knížete Svatopluka na Bratislavském hradě.

Jde o portrétistu, mezi jeho významná díla z této oblasti patří portréty Ľ. Fully, A. Moyzese, R. Pribiše, V. Hložníka, Petra Matejky a jiné. Byl jedním z významných československých medailérů. V podobě medaile zobrazil množství významných činovníků slovenské historie – štúrovců a jiných (např. T. Vansové, Š. Krčméryho, L. Jégého, J. Čajaka).
Je také autorem plaket s podobiznami Danteho, Gustáva Husáka, Kolomana Sokola atd.

## Ocenění
- 1975 – Laureát Státní ceny Klementa Gottwalda
- 1979 – Národní umělec
- 2005 – Cena městské části Bratislava-Nové Mesto, udělovaná Novým Mestem

## Galerie

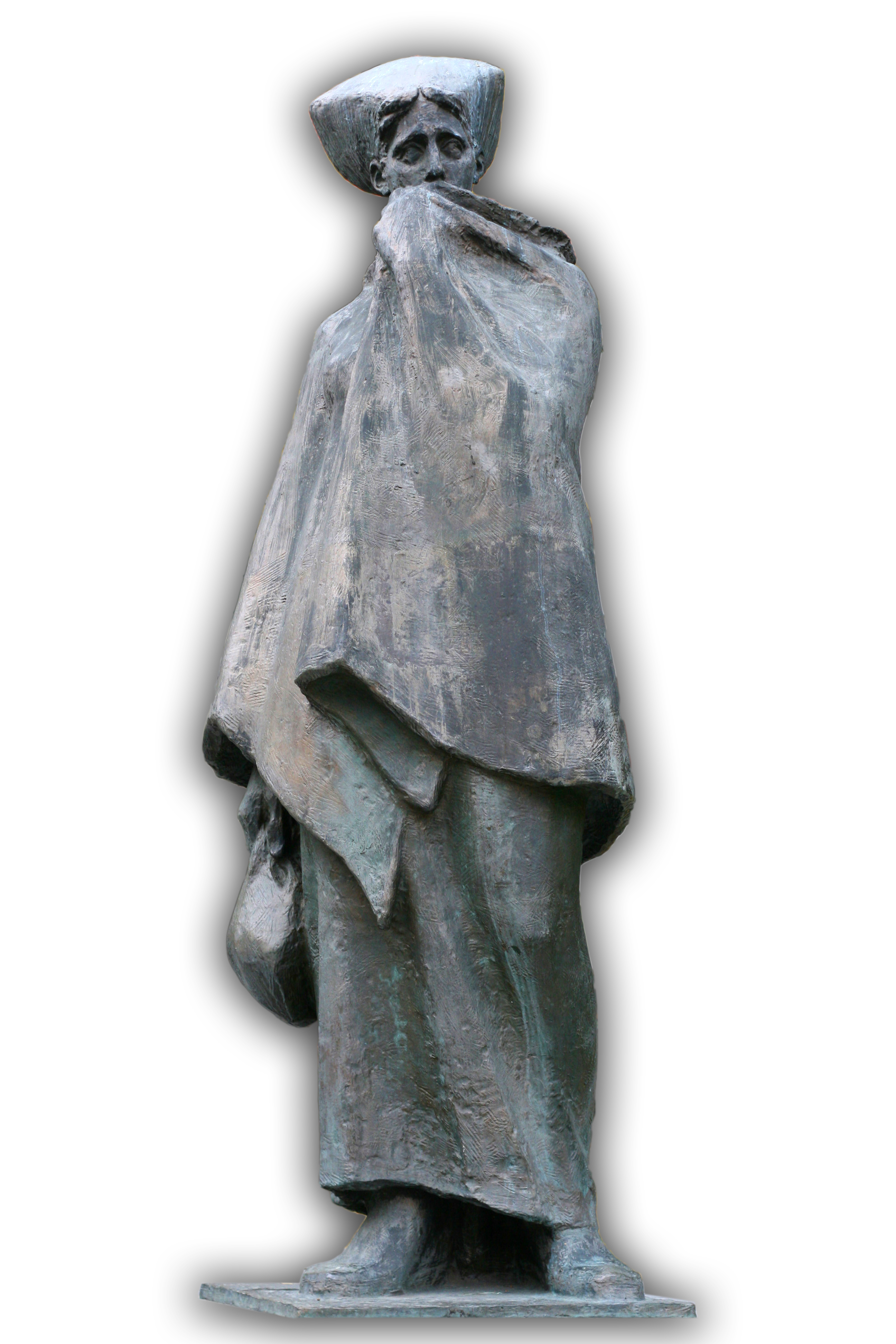
Postava ženy z Památníku SNP v Bratislavě
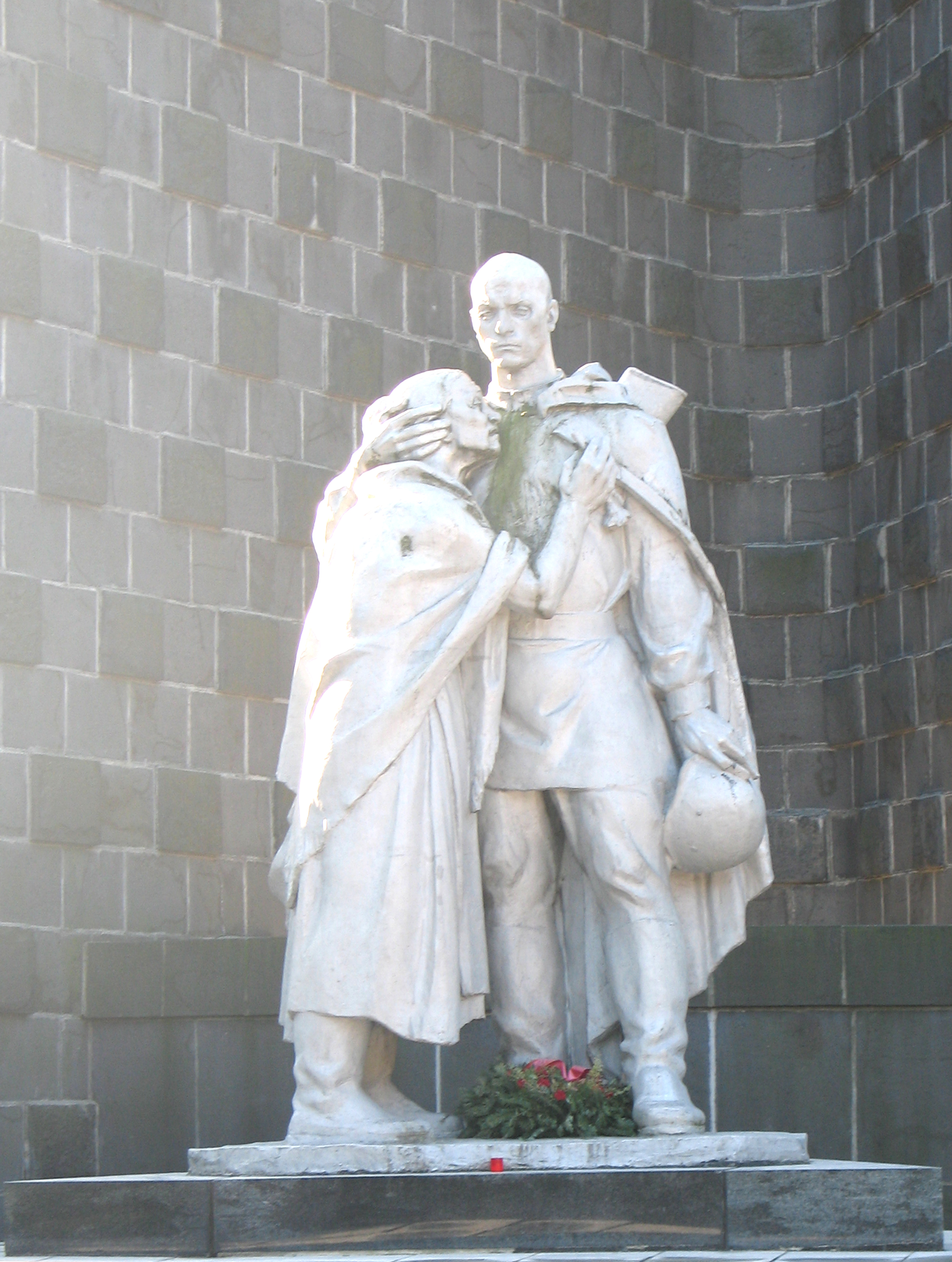
Sousoší Žalujem z Památníku dukelských hrdinů
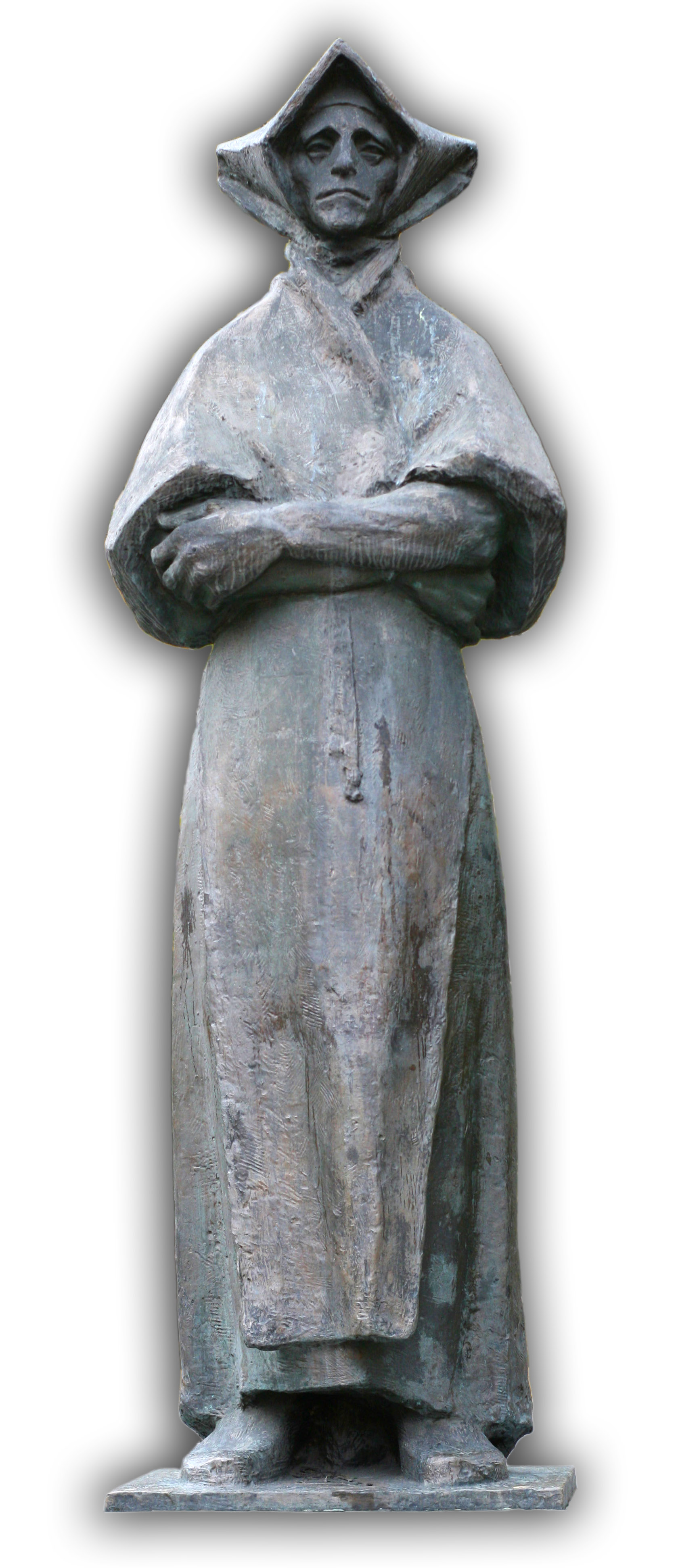
Postava ženy z Památníku SNP v Bratislavě
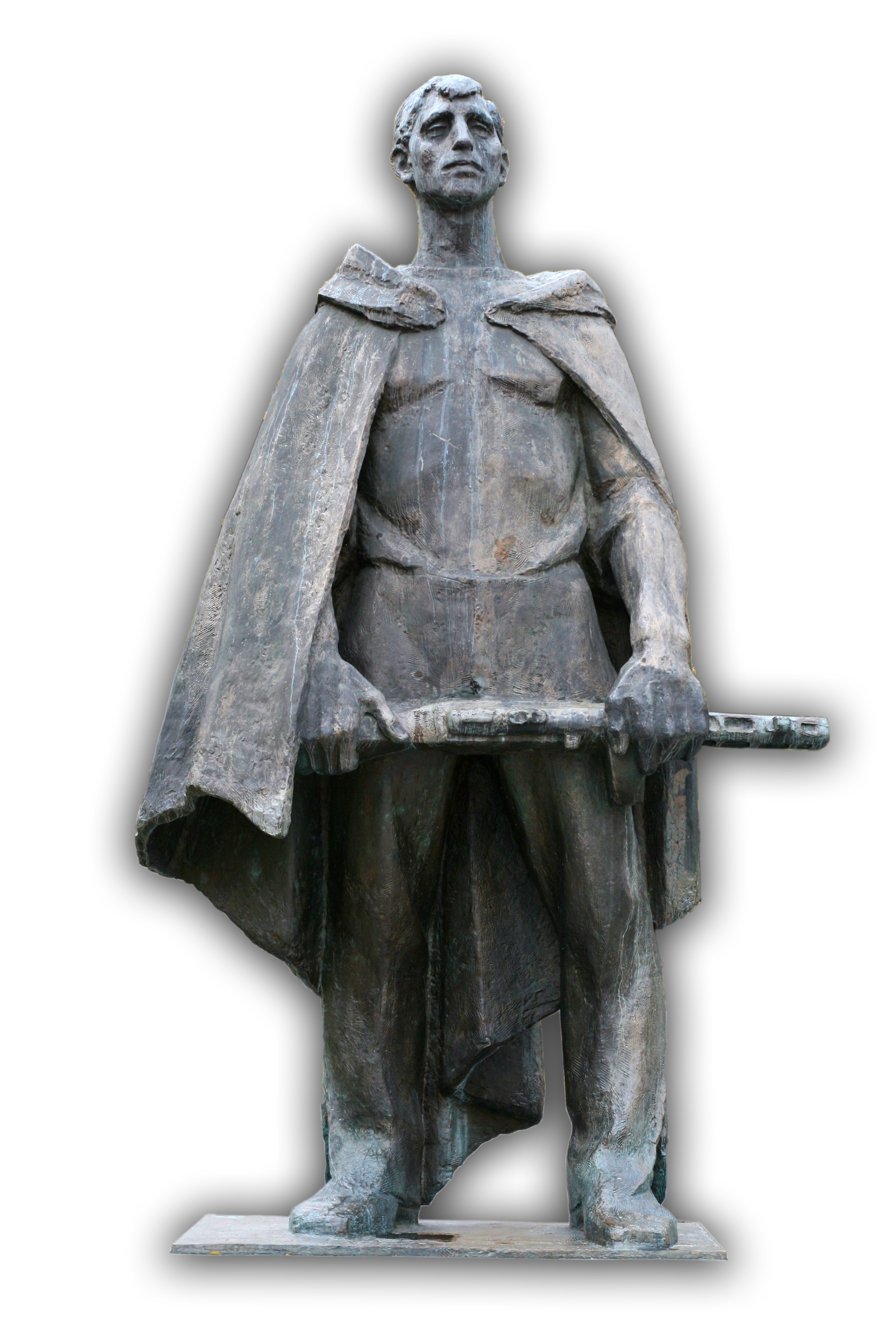
Postava bojovníka z Památníku SNP v Bratislavě
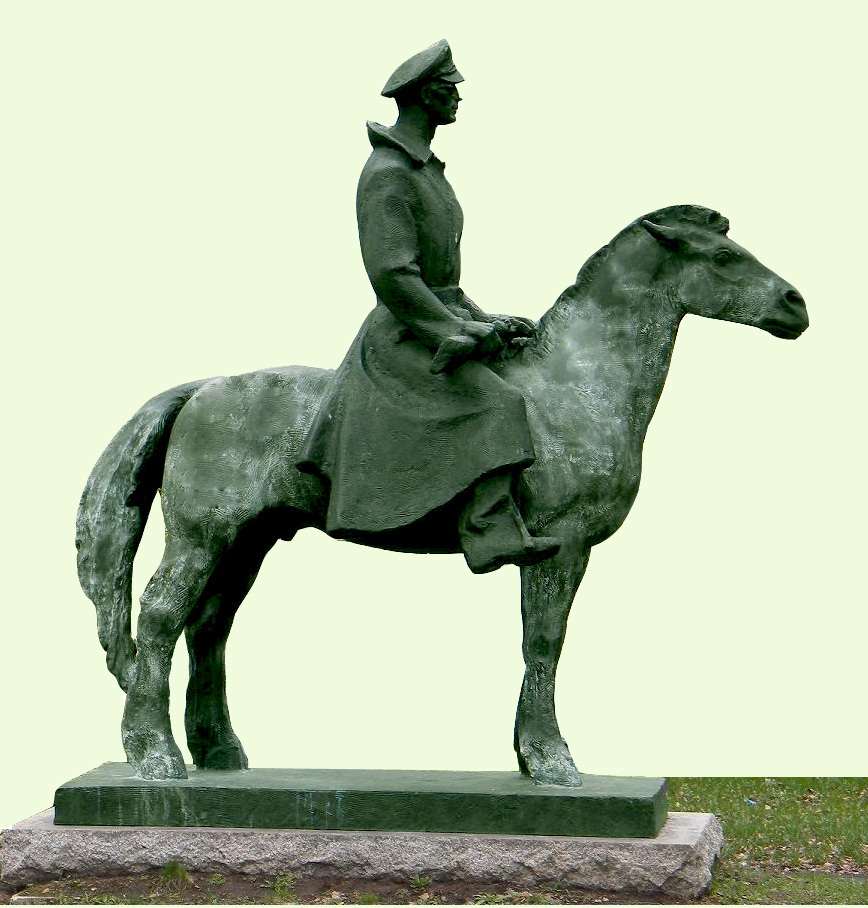
Jezdecká socha kpt. Nálepky ve Stupavě
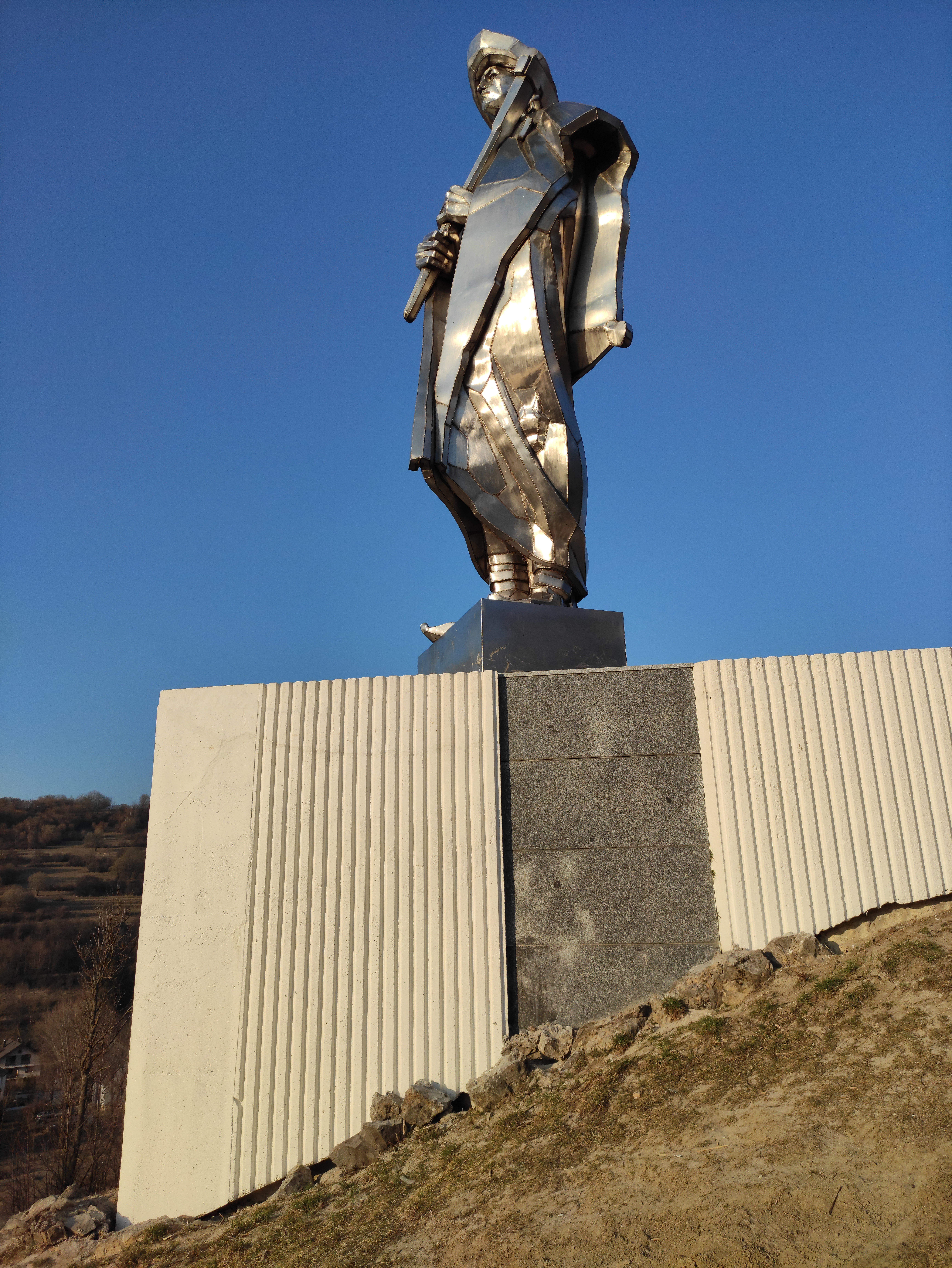
Jánošík, Terchová